# Toryn Green
Toryn Green is sinds juli 2006 de leadzanger van de rockband Fuel. Daarvoor zong hij in de relatief onbekende bands Something to Burn en PatienceWorth.